# فاراهي
فاراهي (بالسنسكريتية: वाराही)‏ هي واحدة من الماتريكات، وهنَّ مجموعة من سبع إلهات أم في الديانة الهندوسية. تُصور ولها رأس خنزير. وهي شاكتي (الطاقة الأنثوية) لفاراها، الصورة الرمزية للخنزير الخاص بالإله فيشنو. وفي نيبال، تدعى باراهي، وفي راجستان وكجرات، تُكرَّم باسم دانديني.

## روابط خارجية
- Varahi by Dr Haripriya Rangarajan at the National Museum Symposium: The Return of the Yogini, New Delhi, October 2013.
- Maa Varahi Temple at Sardhav Village, Gandhinagar,Gujarat Learn More About Shree Maa Varahi : Shree Varahi Pragati Mandal Sardhav 2021